# Курцольская война
Курцольская война — война между Венецианской и Генуэзской республиками, шедшая с 1295 по 1299 годы. Византийская империя поддерживала генуэзцев в конфликте. Закончилась подписанием в 1299 году перемирия и сохранением статуса-кво.

## Предыстория
Падение Акры в 1291 г. стало сокрушительным поражением христиан Западной Европы как в моральном, так и в военном отношении. Однако для Венеции это стало ещё более болезненным: в Акре проживало значительное венецианское население, и с его утратой она также потеряла важный торговый путь для доставки восточных специй в Европу. Это соответствует общей потере восточной торговли специями в Европе в средние века, когда мусульманские империи начали закрывать традиционные маршруты. Теперь не в состоянии конкурировать с Генуей, которая смогла сохранить свои колонии в Азове и Крыму, экономика Венеции была парализована.
После отвоевания Константинополя и возрождения Византии её императоры продолжали отдавать предпочтение Генуе, а не Венеции как торговому партнёру. Из-за этого к 1291 году Генуя обладала институциональной властью в Византийской империи, чтобы блокировать венецианцам проход через пролив Босфор, полностью закрывая им доступ к Чёрному морю. Все эти факторы объединились в последовательных нападениях генуэзцев на венецианских купцов и конвои в Эгейском море, а также в значительных набегах на венецианский Крит. Теперь, с блокадой Босфора, набегами на Крит и нападениями на венецианских купцов в Эгейском море, и, в последней волне генуэзской агрессии, набегом на венецианский квартал в Константинополе в 1295 г., за которым последовал арест выживших венецианцев византийским императором Андроником II Палеологом (годы правления 1282—1328), у венецианцев не было другого выбора, кроме как официально отомстить, объявив войну обоим образованиям в том же году.

## Ход войны
Вскоре Венеция организовала флот из 40 военных галер. Под командованием Рожера Морозини он отплыл в Константинополь вскоре после объявления войны и попытался прорвать генуэзскую блокаду. Вскоре он захватил внутреннюю гавань города Золотой Рог, и попытался захватить город, нацеливаясь на все проходившие через гавань византийские и генуэзские суд. Помнивший о четвёртом крестовом походе Андроник опасался потерять столицу, и вскоре заключил мир с Венецией, организовав освобождение арестованных венецианцев и быстро вернув конфискованное имущество. Вскоре ушел ещё один венецианский флот, на этот раз под командованием Джованни Соранцо.
Целью этого флота была попытка фактически прорваться через контролируемый генуэзцами и византийцами Босфор и выйти в Чёрное море. Соранцо удалось прорвать блокаду и достичь Крыма, захватив крупный порт Каффу. Однако генуэзцы продолжили боевые действия, и за счёт доминирования в Эгейском море организовали несколько успешных рейдов в Адриатике, серьёзно угрожая венецианским путям снабжения.
В 1298 году генуэзцы у побережья Курцолы разгромили венецианцев, сумев потопить 65 из 95 судов, убив и пленив 9 и 5 тысяч моряков. В следующем году генуэзцы и венецианцы заключили мирный договор, поставив безрезультатный конец четырёхлетней войне.